# 棘毛石鱉
棘毛石鱉（学名：Acanthochitona zelandica）是新石鱉目毛膚石鱉科毛膚石鱉屬的一种。主要分布于紐西蘭。

## 外部連結
- 維基物種上的相關：棘毛石鱉